# نيكولاس أفيانيدا
نيكولاس أفيانيدا (بالإسبانية: Nicolás Remigio Aurelio Avellaneda)‏ (و. 1837 – 1885 م) هو محامي، وصحفي، وسياسي من الأرجنتين . ولد في سان ميغيل دي توكومان . شغل منصب رئيس الأرجنتين من 1874 إلى 1880.
وكان عضواً في حزب الاستقلال الوطني .
| المناصب السياسية               | المناصب السياسية                                    | المناصب السياسية           |
| ------------------------------ | --------------------------------------------------- | -------------------------- |
| سبقه                           | عضو مجلس النواب الأرجنتيني [الإنجليزية] 1883 - 1886 | تبعه                       |
| سبقه دومينغو فاوستينو سارمينتو | رئيس الأرجنتين 1874 - 1880                          | تبعه خوليو روكا الأرجنتيني |
| سبقه                           | عضو مجلس النواب الأرجنتيني [الإنجليزية] 1874 - 1874 | تبعه                       |